# ジェイコブ・デイヴィス

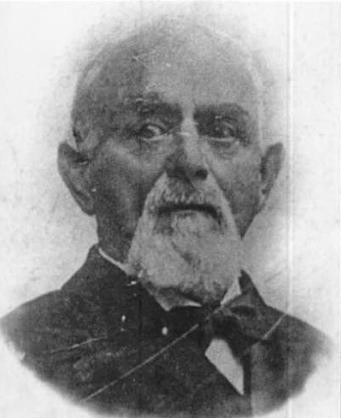
ジェイコブ・デイヴィス

ジェイコブ・ウィリアム・デイヴィス（Jacob William Davis、本名：Jākobs Jufess、露：Якоб Яковлевич Юфес,　1831年 - 1908年）は、ラトビア出身のユダヤ系移民で仕立て屋。現在のジーンズを開発したことで知られる。

## 生涯
ジェイコブ・デイヴィスはジェイコブ・ユーフェスとしてラトビアのリガに生まれる。この時、仕立て屋の訓練をした。
23歳の時に（1853年）ニューヨーク市に移住し、そこで名前をジェイコブ・デイヴィスに改名した。そこで衣類店を経営し、1856年にメイン州、1856年にサンフランシスコ、ウィーバービルなどアメリカを転々とした。その後、デイヴィスは仕立て屋として働いていたと言われているが、1858年にデイヴィスは仕立て屋より儲かる仕事を見つけたいと思い、カリフォルニアを離れ、カナダ西部に移住。そこでデイビスはドイツ人移民のアニー・パークシャーと出会い、結婚。夫妻の間には6人の子供が生まれた。カナダ滞在中は金の採掘などを行った。1867年1月、デイヴィスは家族とともにまたサンフランシスコに戻り、その年の後半、彼らはバージニアシティに移り、そこで葉巻と豚肉の卸売りをした。1868年にネバダ州リノに移住し、そこに醸造所を建設。1869 年、デイビスはまた仕立て屋に戻り、町の通りに仕立て屋を開く。セントラル・パシフィック鉄道労働者のためテントや馬用ブランケット、貨車カバー、ジーンズなどを作った。リーヴァイ・ストラウスとは仲が良く、製品にはしばしばリーバイスの生地が使用された。ストラウスはデイヴィスの作業用パンツを生産するためにサンフランシスコに大企業を設立し、ジェイコブはデイヴィスがこの店を経営するためにサンフランシスコに戻った。デイビスは生涯そこで働き続け、ワークパンツやワークシャツ、オーバーオールなどの他のラインの生産した。
1908年にサンフランシスコで亡くなった。埋葬地はカリフォルニア州コルマのヒルズ・オブ・エタニティ記念公園。2006年、ネバダ州リノにあるデイビスの仕立て屋があった場所に、ジーンズがそこで発明された事を記念する看板が建てられた。